# Château de Grynau
Le château de Grynau ou Grinau est un château situé sur le territoire de la commune schwytzoise de Tuggen, en Suisse.

## Histoire
La tour qui subsiste encore aujourd'hui à Grynau est l'œuvre des comtes de Rapperswil au début du XIIIe siècle, et non un édifice romain comme on l'a longtemps cru. Elle a été érigée afin d'assurer la liaison sur la Linth entre les territoires d'Uznach et de March et de contrôler la navigation entre les lacs de Zurich et de Walenstadt. Jusqu'au XXe siècle en effet, il n'existait que quatre ponts sur la Linth : Grynau, Benken, Ziegelbrücke et Weesen.
Le 21 septembre 1337, se déroule la bataille de Grynau qui oppose la ville de Zurich aux troupes de Habsburg-Laufenburg conduits par le Grave Johann 1er pour le contrôle du pont et du donjon. Après l'extinction de la lignée des Rapperswil, le château passe sous le contrôle des Toggenbourg en 1343, puis devint une propriété de Schwytz en 1437 ; la ville fait reconstruite et agrandir le château au cours du XVIIe siècle. Pendant la période de la République helvétique, Grynau est brièvement une propriété nationale où se déroule, à l'été 1799, un combat entre les troupes françaises et autrichiennes ; le pont de Grynau sera détruit à trois reprises pendant cette période. Rendu a Schwytz à la Restauration en 1803, le château est vendu à des privés en 1879, à la suite de la division temporaire du canton de Schwytz en deux demi-cantons et à l'abolition des droits de douane en 1848. L'année précédente, pendant la guerre du Sonderbund, le donjon est gardé par une soixantaine de soldats qui y sont stationnés pour empêcher les troupes fédérales de traverser la rivière.
Les travaux de correction de la Linth ont profondément modifié le château : depuis 1816, en effet, le canal passe entre la tour et la route, et non plus au milieu du château comme c'était le cas jusqu'alors, permettant de transformer les lieux, à l'exception du donjon qui est inscrit comme bien culturel suisse d'importance nationale) en auberge.

## Sources
- (de) Cet article est partiellement ou en totalité issu de l’article de Wikipédia en allemand intitulé « Grynau » (voir la liste des auteurs).